# Herschelschule Hannover
Die Herschelschule ist ein Ganztags-Gymnasium in Hannover-Vahrenheide. Die Herschelschule war das erste Gymnasium in der Stadt Hannover, das über eine Sprachlernklasse verfügte. Ferner ist sie eine Schule ohne Rassismus - Schule mit Courage. Das Schulgebäude am Großen Kolonnenweg wurde von den Architekten Arno J. L. Bayer und Harald Leonhardt entworfen und steht unter Denkmalschutz.

## Geschichte
Die Herschelschule ging aus der Lutherschule Hannover
hervor. Im Jahr 1957 wurde die Lutherschule in die Lutherschule I und die Lutherschule II geteilt. Letztere erhielt 1960 den Namen Herschelschule nach Wilhelm und Caroline Herschel.

## Standort Großer Kolonnenweg
Die Schulanlage in Vahrenheide wurde 1965/1966 gebaut. Eine Sanierung fand im Jahr 2001 statt, bei der unter anderem schadstoffhaltige Materialien ersetzt, sowie auf den Flachdächern Photovoltaikanlagen mit 90 kW installiert wurden, die zum Projekt Wind- und Solarenergie in der Region Hannover gehören.
In den letzten Jahren wurde die Herschelschule zu einem Ganztagsgymnasium umgestaltet. 2010 wurden die ersten Smartboards für die Klassenräume beschafft und mit dem Bau der neuen  Mensa, eines 40 m langen, 25 m breiten und 3 Mio. Euro kostenden Gebäudes, begonnen.
Im Jahr 2011 wurde die neue Mensa fertiggestellt, vor Baubeginn war ein an dieser Stelle vorhandenes Gebäude aus dem Jahr 1971 abgerissen worden.
Die Außenstelle Sahlkamp, ehemals Orientierungsstufe Sahlkamp, wurde im Sommer 2011 aufgegeben. 2015 umfasste die Schule pro Jahrgang 3,5 Züge, sodass alternierend 3 oder 4 Züge pro Jahrgangsstufe eingerichtet werden konnten.
Die Sporthalle der Herschelschule ist Spielstätte der Basketball-Männer-Regionalligamannschaft des TK Hannover.
Aus Denkmalschutzgründen ist eine geplante Erweiterung der Schule mit erheblichem Zeitaufwand verbunden und soll sich bis 2028 hinziehen.

## Profil
Die Herschelschule wurde 1993 das erste Ganztagsgymnasium in Hannover. Die Schule hat einen Musikzweig ab dem 2. Halbjahr der 5. Klasse mit vier Stunden Musikunterricht mit einer seit 1997 bestehenden Bläserklasse. Ab der 7. Klasse wird bilingualer Unterricht auf Englisch in den gesellschaftswissenschaftlichen Fächern Erdkunde und Geschichte sowie den Naturwissenschaften Biologie und Chemie angeboten. In der Qualifikationsstufe besteht die Option für einen naturwissenschaftlichen, sprachlichen, gesellschaftswissenschaftlichen oder musischen Schwerpunkt. Als Arbeitsgemeinschaften werden die Sportarten Rudern, Paddeln, Volleyball und Badminton sowie Theater angeboten. Begabte Schüler erhalten ein Stipendium, um in den Osterferien eine Woche im Schülerlabor XLAB in Göttingen verbringen zu können.
Seit Mai 2001 ist die Herschelschule Teil des Netzwerks Schule ohne Rassismus – Schule mit Courage.
Im Februar 2004 richtete die Herschelschule als erstes Gymnasium in der Landeshauptstadt eine Sprachlernklasse ein, durch die Kinder mit Migrationshintergrund und verschiedenen Alters dergestalt zum Erwerb der deutschen Sprache befähigt werden sollen, dass sie anschließend am Regelschulunterricht teilnehmen können.
2017 nahm die Schule als eine von zwei Hannoveraner Schulen und insgesamt 61 Schulen niedersachsenweit an der Kampagne „Humanitäre Schule“ des niedersächsischen Jugendrotkreuz teil.
Schüler der Herschelschule aus der 10. und 11. Jahrgangsstufe gründeten 2017 im Rahmen einer Arbeitsgemeinschaft des Projektes Junior das Schülerunternehmen Woodpeckers, in dem aus alten Landkarten und Turnmatten  Federmäppchen, Stehlampen und Gartenbänke mit wetterfesten Sitzkisten hergestellt und per Online-Shop verkauft wurden. Das Schülerunternehmen erreichte damit den dritten Platz und gewann 200 Euro im Landeswettbewerb Niedersachsens.

## Ehemalige Schüler
- Heinrich Aller (* 1947), Politiker (SPD)[2]
- Hubertus von Puttkamer (* 1948), Flottillenadmiral a. D.
- Volker Grassmuck (* 1961), Publizist, Sozialwissenschaftler und Medienwissenschaftler
- Jens Rehländer (* 1962), Journalist und Autor
- Thorsten Nindel (* 1964), Schauspieler[19]
- Sven Giegold (* 1969), Politiker (Grüne)[20]
- Matthias Brodowy (* 1972), Kabarettist und Musiker[2]
- André Breitenreiter (* 1973), Bundesligafußballspieler und Trainer[21]
- Holger Stockhaus (* 1973), Schauspieler
- Adis Ahmetovic (* 1993), Politiker (SPD)
- Rubas Saido (* 1998), Rapper „Enemy“